# Вільгельм Брауне
Вільгельм Брауне (нім. Theodor Wilhelm Braune; 1850—1926) — німецький філолог-германіст.

## Біографія
Вільгельм Брауне народився 20 лютого 1850 року у провінції Бранденбург. Відвідував латинську школу в місті Галле та університет у Лейпцигу, де їм була написана праця Untersuchungen über Heinr. von Veldeke».
1873 восени Брауне був призначений асистентом, а навесні 1874 консерватором університетської бібліотеки в Лейпцигу. Після кропіткої роботи на зайнятих посадах, дало змогу здобути ступінь магістра німецької філології, успішно захистивши дисертацію: «Ueber die Quantität der althoch deutschen Endsilben».
В 1877 йому запропонували посаду екстраординарного професора в Лейпцигу, а в 1880 місце ординарного професора в Гіссенському університеті. З 1888 Брауне перевівся в університет Гейдельберга.
Помер Вільгельм Брауне, 10 листопада 1926 року у місті Хайдельберзі.
Їм було опубліковано цілу масу статей у періодичних друкованих виданнях: "Beiträge zur Geschichte der deutschen Sprache und Litteratur" (Галле, з 1874); «Neudrucke deutscher Litteraturwerke des 16 und 17 Jahrhundert » (Галле, з 1876 року) та «Sammlung kurzer Grammatiken german. Dialekte » (Галле, з 1880 року, в останньому знаходиться складена Брауне готська граматика (2-е вид., 1881) та давньоверхньонімецька (1886 рік).

## Вибрана бібліографія
- «Altdeutsches Lesebuch» (2 видання, Галле, 1881);
- "Gothische Grammatik" (1905).